# Ян Янь
Ян Янь (кит. 杨炎, 727—781) китайский государственный деятель, министр императора Дэ-цзуна.

## Биография
В 780 году под руководством Ян Яня были проведены финансовая и налоговая реформы в государстве Тан. С 624 года вплоть до реформ Ян Яня налоги взимались по надельной системе, исходящей из возраста и трудоспособности налогоплательщиков. Стремясь обеспечить твёрдые доходы казны, Ян Янь ввёл единый денежный налог (Лян шуй фа), зависящий от размеров имущества (в том числе земли) и доходов с него. Налогом облагались не только землевладельцы и крестьяне, но также и купцы, бродячие торговцы и ремесленники. Налог взимался два раза в год — весной и осенью, не позднее 6-й и 11-й лун.
Из-за интриг придворного сановника Лу Ци в августе 781 года Ян Яна отстранили от государственных дел, а в ноябре по обвинению в клевете приговорили к смерти (ему было предложено покончить жизнь самоубийством).
Система налогообложения, введённая Ян Янем, просуществовала в Китае до конца правления династии Мин.